# Zachariasz Jabłoński
Zachariasz Jabłoński (właśc. Szczepan Jabłoński; ur. 16 grudnia 1940 w Brdowie, zm. 26 listopada 2015 w Częstochowie) – duchowny rzymskokatolicki, paulin, dr hab. nauk teologicznych, od 2001 profesor nadzwyczajny UKSW w Warszawie, w latach 2008-2014 definitor generalny Zakonu Świętego Pawła Pierwszego Pustelnika, od 2012 profesor Instytutu Maryjno-Kolbiańskiego „Kolbianum” w ramach Wydziału Teologicznego UKSW. Mariolog, który zajmował się problematyką związaną z kultem maryjnym i ruchem pielgrzymkowym, ze szczególnym uwzględnieniem Jasnej Góry.

## Życiorys

### Edukacja
Urodził się w 1940 jako syn Adama i Józefy z domu Kamińskiej w Brdowie, w rodzinie wielodzietnej, w diecezji włocławskiej. W 1957 po ukończeniu Liceum Ogólnokształcącego w Izbicy Kujawskiej, wstąpił do Zakonu Paulinów, gdzie w 1958 złożył pierwszą profesję zakonną (czasową) w Sanktuarium MB Leśniowskiej w Żarkach. W latach 1958–1964 studiował w Wyższym Seminarium Duchownym Ojców Paulinów w Leśnej Podlaskiej - filozofię i w Krakowie - teologię. 28 czerwca 1964 w Brdowie z rąk biskupa Kazimierza Majdańskiego przyjął święcenia kapłańskie.
W latach 1966–1969 podjął studia na teologii pastoralnej na lubelskim KUL-u, a w 1981 na Wydziale Teologii tej uczelni obronił doktorat na podstawie dysertacji „Jasna Góra. Ośrodek kultu maryjnego 1864-1914”. W 2000 uzyskał habilitację na KUL-u na podstawie rozprawy „Jasna Góra w początkach II Rzeczypospolitej”.

### Posługa duszpasterska
W latach 1965–1966 był kronikarzem Sanktuarium na Jasnej Górze oraz brał udział w Kapitułach Nadzwyczajnych przygotowujących Konstytucje Zakonu Świętego Pawła Pierwszego Pustelnika zgodnie z nauczaniem Soboru Watykańskiego II. W 1982 był członkiem Komitetu Obchodów 600-lecia Sanktuarium Jasnogórskiego. W latach 1984–1986 organizatorem Jasnogórskich dni Maryjnych na Skałce w Krakowie i współorganizatorem Dni Kultury Maryjnej na Jasnej Górze w latach 1985-1990. W latach 1971–1986 duszpasterzem akademickim DA „Skałka” w Krakowie. W latach 1967–1986 organizatorem grup młodzieżowych Pieszej Pielgrzymki Warszawskiej. Następnie w latach 1978-1996, a od 2004 współorganizatorem i przewodnikiem Pieszej Pielgrzymki ze Skałki w Krakowie na Jasną Górę. Od 1997 duszpasterzem w sanktuarium jasnogórskim. W latach 1983–1990 i od 1994 zastępcą redaktora naczelnego miesięcznika „Jasna Góra”, a potem w latach 1991-1994 redaktorem naczelnym tego miesięcznika. Od 1996 członkiem Rady ds. Migracji, Turystyki i Pielgrzymek KEP. Od 2008 przewodniczącym Rady Duszpasterskiej Zakonu Świętego Pawła I Pustelnika. W latach 2008–2014 definitorem generalnym Zakonu.

### Praca dydaktyczna
W latach 1969–1990 był wykładowcą i profesorem liturgiki a w latach 1987-1989 i od 1990 profesorem teologii pastoralnej w WSD Paulinów. W latach 1986–1997 prowadził wykłady z teologii pastoralnej w WSD Ojców Karmelitów Bosych w Krakowie. W latach 1969–1972 i 1975-1977 był prefektem kleryków w WSD Paulinów na Skałce w Krakowie. W latach 1984–1987 rektorem WSD Paulinów w Krakowie i rektorem kościoła św. Michała Archanioła i św. Stanisław Biskupa i Męczennika w Krakowie. W latach 1995–1997 współorganizatorem i dyrektorem „Studium Podyplomowego Pielgrzymki, Turystyka Religijna” przy Wyższej Szkole Języków Obcych i Ekonomii w Częstochowie (obecnie Akademia Polonijna w Częstochowie). W latach 1997–2000 prorektorem ds. studenckich i wykładowcą Wyższej Szkoły Języków Obcych i Ekonomii w Częstochowie. Od 2000 wykładowcą UKSW oraz organizatorem i kierownikiem Katedry Mariologii Pastoralnej Instytutu Teologicznego UKSW w Radomiu, do 2007 p.o. kierownika Katedry Teologii Moralnej i Duchowości UKSW w Radomiu.
Prowadził seminarium naukowe z mariologii. Promował rozprawę doktorską i 20 prac magisterskich. Był recenzentem 9 rozpraw doktorskich, jednej habilitacyjnej i jednej profesorskiej.
Zmarł po długiej i ciężkiej chorobie 26 listopada 2015, o godz. 5:50 w częstochowskim szpitalu miejskim im. dr. Władysława Biegańskiego przy ul. Mickiewicza 12. Pochowany został na częstochowskim cmentarzu św. Rocha, 30 listopada w mogile ojców paulinów (sektor 65, nr rzędu 1, nr mogiły 1 → śp. Szczepan Jabłoński).

### Członkostwo
- w latach 1999-2015 był członkiem Polskiego Towarzystwa Mariologicznego
- był członkiem zwyczajnym Papieskiej Międzynarodowej Akademii Maryjnej

## Publikacje
Autor i redaktor wielu pozycji książkowych oraz ponad 400 artykułów w czasopismach krajowych i zagranicznych oraz Encyklopedii Katolickiej, w większości dotyczących mariologii:
- Rufin J. Abramek OSPPE, Zachariasz Jabłoński OSPPE: Znaki nadziei i miłości, Częstochowa-Jasna Góra 1983
- Zachariasz S. Jabłoński OSPPE: Z Jasnogórską Matką Nadziei: II Dni Jasnogórskie na Skałce w Krakowie, Wyższe Seminarium Duchowne OO. Paulinów, Kraków 1985
- Szczepan Zachariasz Jabłoński OSPPE: Jasna Góra: ośrodek kultu maryjnego: (1864-1914), Red. Wydawnictw KUL, Lublin 1985
- Zachariasz Jabłoński OSPPE: Konstytucje Zakonu Świętego Pawła Pierwszego Pustelnika; Dyrektorium, Kuria Generalna Zakonu Paulinów, Częstochowa 1986
- Zachariasz S. Jabłoński OSPPE: Pątniczym Szlakiem Orlich Gniazd, Wyd. Paulinianum, Częstochowa 1993
- Zachariasz S. Jabłoński OSPPE: Zawierzenie Maryi ku przyszłości: Sympozjum Mariologiczne, Jasna Góra 6-8.12.1993, Wyd. Paulinianum, Częstochowa 1994
- Zachariasz S. Jabłoński OSPPE: Jasna Góra w odradzającej się Polsce 1918-1921, Wyższa Szkoła Języków Obcych i Ekonomii, Częstochowa 1998
- Zachariasz S. Jabłoński: Jasna Góra w dwudziestoleciu pontyfikatu Jana Pawła II, Wyd. Paulinianum, Częstochowa 1999
- Szczepan Z. Jabłoński OSPPE: Jasna Góra w początkach II Rzeczypospolitej, Wyd. Educator, Wyższa Szkoła Języków Obcych i Ekonomii, Częstochowa 1999
- Zachariasz S. Jabłoński: W godzinie apelu, Wyższa Szkoła Języków Obcych i Ekonomii, Częstochowa 1999
- Zachariasz S. Jabłoński OSPPE: I pellegrinaggi a Jasna Góra: storia d'incontro tra oriente ed occidente, Instituto di Studi Ecumenici s. Bernardino, Wenecja 1999
- Zachariasz S. Jabłoński OSPPE: Il movimento dei pellegrini a Jasna Góra: una possibilità per l'evangelizzazione (1962-1987), Pontificia Academia Mariana Internationalis, Watykan 1999
- Zachariasz S. Jabłoński OSPPE: Kapłańska Droga Krzyżowa w perspektywie Nawiedzenia Kopii Wizerunku Matki Bożej Jasnogórskiej w Archidiecezji Krakowskiej, Wyd. Św. Stanisława BM, Kraków 1999
- Zachariasz S. Jabłoński: Pielgrzymowanie na Jasną Górę w czasie i przestrzeni: wybór rozpraw i artykułów, Wyższa Szkoła Języków Obcych i Ekonomii, Częstochowa 2000
- Zachariasz S. Jabłoński OSPPE: Jasnogórskie Kalendarium Prymasa Polski kardynała Stefana Wyszyńskiego, Wyd. Zakonu Paulinów, Częstochowa 2002
- Zachariasz S. Jabłoński OSPPE: Jasnogórska Bogarodzica w wypowiedziach Jana Pawła II, Wyd. Paulinianum, Częstochowa 2003, t. 1, Wyd. 1
- Zachariasz S. Jabłoński OSPPE: Jasnogórska Bogarodzica w wypowiedziach Jana Pawła II, Wyd. Paulinianum, Częstochowa 2003, t. 2, Wyd. 1
- Zachariasz S. Jabłoński OSPPE: Jasnogórska Bogarodzica w wypowiedziach Jana Pawła II, Wyd. Paulinianum, Częstochowa 2003, t. 3, Wyd. 1
- Lucyna Rożek, Szczepan Jabłoński OSPPE: Kultura tworzona w dialogu cywilizacji Europy, Wyd. WSP, Częstochowa 2003
- Zachariasz Jabłoński OSPPE: Światło Tajemnic Różańcowych w nauczaniu Jana Pawła II: Ogólnopolskie Sympozjum Mariologiczno-Maryjne, Jasna Góra 16-17 stycznia 2003: referaty, homilie, rozważania, świadectwa, Wyd. Paulinianum, Kraków 2003, Księgarnia Akademicka
- Zachariasz S. Jabłoński OSPPE: W godzinie Apelu z Janem Pawłem II, Wyd. Paulinianum, Częstochowa 2003
- Zachariasz S. Jabłoński OSPPE, Jan Pach OSPPE: Przez akt oddania do zawierzenia Maryi w trzecim tysiącleciu, Wyd. Paulinianum, Częstochowa 2004
- Zachariasz S. Jabłoński OSPPE: Jasna Góra bliska i daleka: ze studiów nad Sanktuarium Narodowym, Poligrafia Salezjańska, Częstochowa-Jasna Góra 2004
- Zachariasz Szczepan Jabłoński OSPPE: Przesłanie Jubileuszu 350-lecia zwycięskiej obrony Jasnej Góry (1655), Wyd. Paulinianum, Częstochowa 2005
- Zachariasz S. Jabłoński OSPPE, Krystyna Tymińska: Człowiek jasnogórski: Ojciec Rufin Abramek, Wyd. Paulinianum, Częstochowa 2005
- Zachariasz S. Jabłoński, Teofil Siudy: Zwycięstwo przychodzi przez Maryję : materiały z sympozjum mariologiczno-maryjnego, Jasna Góra, 18-19 listopada 2005 roku, Polskie Towarzystwo Mariologiczne, Częstochowa 2006
- Zachariasz Jabłoński OSPPE: Jasnogórska Bogurodzica w życiu Kościoła i narodów, Wyd. Paulinianum, Częstochowa 2006
- Zachariasz Jabłoński OSPPE: W godzinie Apelu na przełomie pontyfikatów, Wyd. Paulinianum, Częstochowa 2006
- Zachariasz Jabłoński OSPPE: Peregrynacja wizerunku Matki Bożej Jasnogórskiej w duchowym krajobrazie Polski ku przyszłości (1957-2007) : Ogólnopolskie Sympozjum Mariologiczno-Maryjne, Jasna Góra 4-5 maja 2007, Wyd. Paulinianum, Częstochowa 2007
- Bp István Ács OSPPE, Zachariasz S. Jabłoński OSPPE: Rozmowy o Jasnej Górze, Wyd. Paulinianum, Częstochowa 2007
- Zachariasz S. Jabłoński OSPPE: W godzinie Apelu: Trzecie Tysiąclecie, Wyd. Paulinianum, Częstochowa 2008
- Zachariasz S. Jabłoński OSPPE: Jasna Góra: sanktuarium troski o życie narodu: Ogólnopolskie Sympozjum Mariologiczno-Maryjne, Jasna Góra, 28 kwietnia 2009, Wyd. Paulinianum, Częstochowa 2009
- Rufin Józef Abramek OSPPE, Zachariasz S. Jabłoński OSPPE, Krystyna Tymińska: Pieśń Jasnogórskiego Apelu: rozważania podczas modlitwy Apelu Jasnogórskiego 1984-1989, Wyd. Paulinianum, Częstochowa 2009
- Zachariasz S. Jabłoński: Stąd stawaliśmy się wolni: świętowanie niepodległości i zagospodarowywanie wolności z udziałem Jasnej Góry, Wyd. Paulinianum, Częstochowa 2009
- Zachariasz S. Jabłoński OSPPE: Z Maryją Królową Polski bądźmy świadkami miłości: dziś i jutro: Ogólnopolskie Sympozjum Mariologiczno-Maryjne Jasna Góra, 23-24 kwietnia 2010, Wyd. Paulinianum, Częstochowa 2010
- Zachariasz S. Jabłoński OSPPE: W blasku błogosławionego Jana Pawła II: jubileusz 300-lecia Warszawskiej Pielgrzymki Pieszej na Jasną Górę: Ogólnopolskie Sympozjum Mariologiczno-Maryjne Jasna Góra, 13 maja 2011 r., Wyd. Paulinianum, Częstochowa 2011
- Zachariasz S. Jabłoński OSPPE: Z błogosławionym Janem Pawłem II zawierzamy Maryi: antologia zawierzeń Jasnogórskiej Matce Kościoła, Wyd. Paulinianum, Częstochowa 2011
- Abp Wacław Tomasz Depo, Zachariasz S. Jabłoński OSPPE, Zofia Kowalczyk SdC: Przywołany blaskiem Jasnej Góry, Wyd. Paulinianum, Częstochowa 2012
- Zachariasz S. Jabłoński OSPPE: Jasnogórska szkoła wiary: Ogólnopolskie Sympozjum Mariologiczno-Maryjne, Jasna Góra, 10 kwietnia 2013, Wyd. Paulinianum, Częstochowa 2013